# Zeche Emscher-Lippe
Die Zeche Emscher-Lippe war ein Steinkohlen-Bergwerk in Datteln im nördlichen Ruhrgebiet im Nordwesten des Bundeslandes Nordrhein-Westfalen.

## Geschichte
Bereits in den 1870er und 1880er Jahren führten mehrere Bohrgesellschaften in der Gegend um die Haard herum erfolgreiche Mutungsbohrungen durch. Die Friedrich Krupp AG gründete 1902 zusammen mit dem Norddeutschen Lloyd in Bremen die bergrechtliche Gewerkschaft der Zeche Emscher-Lippe in Datteln. Der Name wurde dem Grubenfeld nach seiner geographischen Lage als gekipptes Viereck zwischen Emscher und Lippe gegeben.
Im Jahr 1902 wurde südlich der Gemeinde Datteln am neu eröffneten Dortmund-Ems-Kanal mit dem Abteufen der ersten Doppelschachtanlage begonnen. 1904 erreichten die Schächte die vorgesehene Endteufe, sie wurden beide mit neuartigen Fördergerüsten der Bauart Klönne ausgerüstet. Die Förderung wurde 1906 aufgenommen, 1908 die erste Kokerei in Betrieb genommen. Gleichzeitig begann die Gewerkschaft weiter nördlich am Dortmund-Ems-Kanal mit der Niederbringung des eigenständigen Förderschachtes 3. Dieser ging nach einigen technischen Problemen 1912 in Förderung. Neben ihm wurde zusätzlich von 1912 bis 1915 der eigenständige Wetterschacht 4 niedergebracht, der ohne Fördereinrichtung blieb.
Der hohe Kohlen- und Koksbedarf des Ersten Weltkrieges führte zu einem schnellen Anstieg der Förderung. Schon 1918 wurden eine Million Tonnen Kohle gefördert. Die Schachtanlagen wurden auch während des Krieges umfangreich ausgebaut. 1922 wurde auf Schacht 3/4 eine weitere Kokerei in Betrieb genommen.
Die Phönix AG für Bergbau und Hüttenbetrieb übernahm 1925 die Mehrheit der Kuxe. Die Zeche wurde aber dann nicht in die Gelsenkirchener Bergwerks-AG eingegliedert, sondern von der Friedrich Krupp AG aufgekauft. Von 1926 bis 1929 erfolgte das Abteufen des Schachtes 5 im Nordwestteil des Feldes. In den 1930er Jahren wurde die Zeche weiträumig ausgebaut. Sie hatte trotz ihrer Zugehörigkeit zum Krupp-Konzern eine eigenständige Verwaltung. 1940 wurden 1,5 Millionen Tonnen Fett-, Gas- und Gasflammkohle gefördert. Die Kokserzeugung betrug 900.000 Tonnen.
Gegen Ende des Zweiten Weltkriegs erlitt die Zeche schwere Zerstörungen durch Bomben und Artilleriebeschuss. Die Förderung musste für einige Monate unterbrochen werden. Beide Kokereien fielen aus und konnten erst 1947 und 1949 wieder in Betrieb gehen. Die Gewerkschaft Emscher-Lippe wurde aus dem Krupp’schen Besitz ausgegliedert und als eigenständige Bergbau-AG weitergeführt, befand sich aber in Mehrheitsbesitz der Phoenix Rheinrohr AG und der Hibernia AG.
Die leistungsfähige Schachtanlage wurde allerdings auch in der einsetzenden Kohlekrise weiter ausgebaut. Von 1961 bis 1964 wurde im Nordfeld der ausziehende Wetterschacht „Emscher-Lippe 6“ niedergebracht. 1970 ging die Zeche nebst Kokereien mit dem Bergbaubesitz der Hibernia AG als eine der letzten freien Schachtanlagen in die neu gegründete Ruhrkohle AG ein.

## Stilllegung
Im Rahmen des Gesamtanpassungsplans des Ruhrbergbaus war eine Neuordnung des Abbaus der Anschlussgrubenfelder im Gebiet der Haard festgelegt worden.
Da die Förderanlagen von Emscher-Lippe aufwändig hätten erneuert werden müssen, wurde beschlossen, den weitergehenden Aufschluss durch die Zechen Ewald Fortsetzung und General Blumenthal vorzunehmen.
Der Förderstandort Emscher-Lippe wurde unter Abtretung der Grubenfelder aufgegeben. Am 25. Februar 1972 erfolgte die Stilllegung der Schachtanlagen Emscher-Lippe 1/2, 3/4 und 5. Schacht 6 wurde offen gehalten und der Zeche Ewald Fortsetzung zugewiesen.
Die Kokerei bei Schacht 3/4 wurde noch bis 1974, die bei Schacht 1/2 bis 1983 betrieben.

## Heutiger Zustand

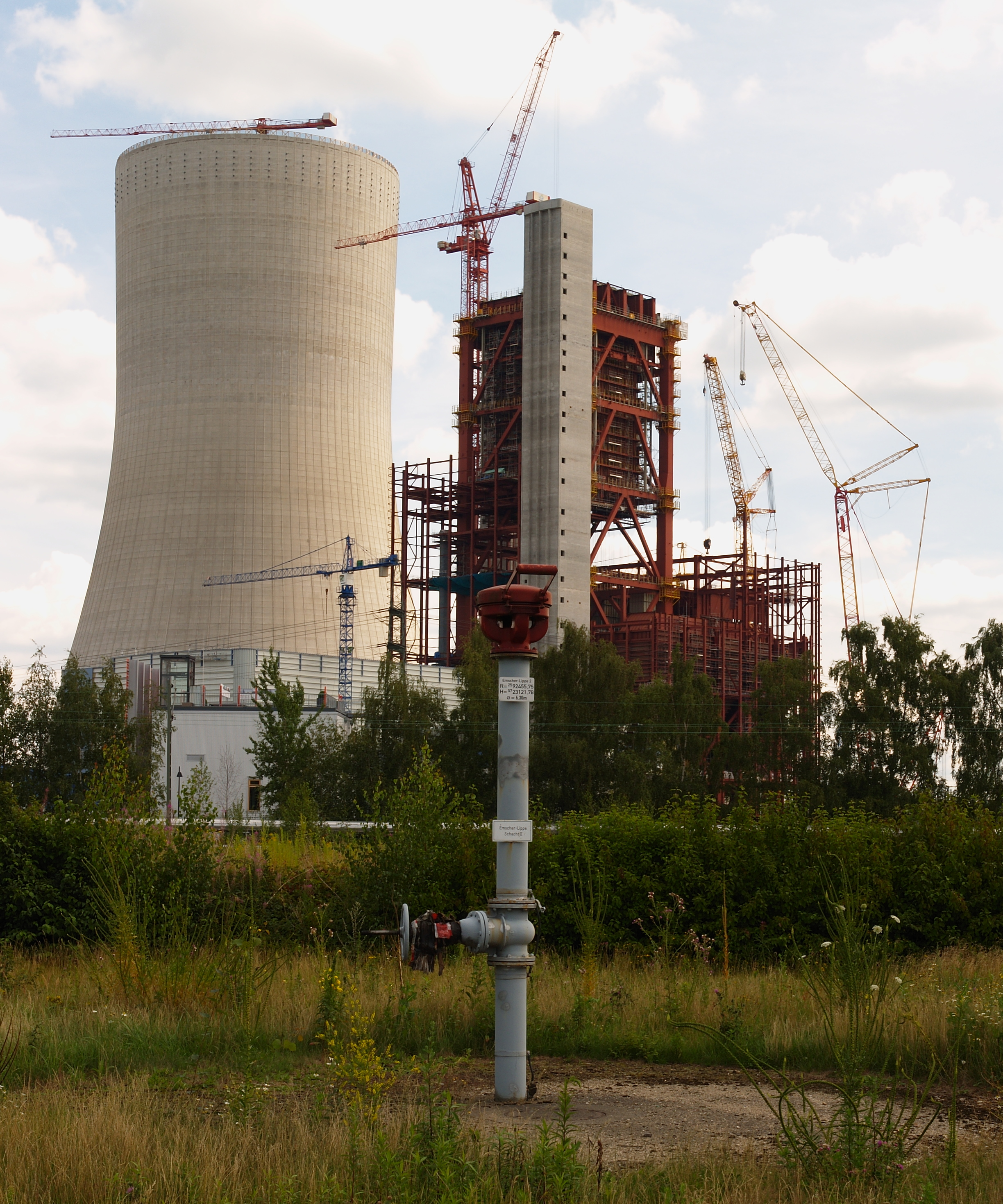
Standort des Schachtes II vor dem Kraftwerkneubau im Hintergrund

Die Tagesanlagen wurden ab 1974 größtenteils abgebrochen und die Schächte verfüllt. Einige Gebäude wurden noch für ein Berufsgrundschuljahr genutzt, unter anderem die ehemalige Bergberufsschule, die Sporthalle und die Gärtnerei. Die überwiegend von außerhalb kommenden Teilnehmer des Berufgrundschuljahres waren untergebracht in dem ehemaligen Lehrlingswohnheim der Zeche auf der Helenenstraße – heute Zechenstraße –  befand. Die Gebäude sind zum Teil noch erhalten. Das ehemalige Haus 3 und der Speisesaal mit angeschlossener Küche sind Anfang der 1980er Jahre abgerissen worden.
Auf dem Gelände von Emscher-Lippe 1/2 befindet sich ein Gewerbepark. Einige Gebäude im Torbereich sind noch erhalten. Auf dem alten Gelände von Emscher-Lippe 3/4 soll eine Wasserstadt mit Integration von Freizeitbootanliegern in Wohngebiete errichtet werden. Als Architektonisch bemerkenswert gilt die von 1908 bis 1912 entstandene Werkskolonie Beisenkamp aus der Gründungszeit der Zeche, geplant und entworfen von der Krupp-Bauabteilung unter dem Architekten Robert Schmohl, sowie die 1914 gegründete Dümmersiedlung.